# زیگموند هارینگر
زیگموند هارینگر (به آلمانی: Sigmund Haringer) بازیکن فوتبال و مدافع اهل آلمان است که از سال ۱۹۳۱ میلادی عضو تیم ملی فوتبال آلمان بوده‌است. وی در ۱۵ بازی ملی حضور داشته است و آخرین بازی ملی خود را در سال ۱۹۳۷ میلادی انجام داد. زیگموند هارینگر در بازی‌های ملی‌اش گلی به ثمر نرساند.